# Imre Rajczy
Imre György Rajczy (ur. 8 listopada 1911 w Szombathely, zm. 31 marca 1978 w Buenos Aires) – węgierski szablista, mistrz olimpijski i czterokrotny medalista mistrzostw świata.
Na igrzyskach olimpijskich w Berlinie w 1936 roku wspólnie z Aladárem Gerevichem, Pálem Kovácsem, Endre Kabosem, László Rajcsányim i Tiborem Berczellym zdobył złoty medal w szabli drużynowej. W rywalizacji indywidualnej nie wystartował. Był to jego jedyny występ olimpijski.
Podczas mistrzostw świata w Warszawie w 1934 roku (oficjalnie rozgrywanych pod tą nazwą dopiero od 1937) Jenő Erdélyi, Aladár Gerevich, György Piller, Endre Kabos, László Rajcsányi i Imre Rajczy wywalczyli złoty medal w szabli drużynowej. W tej samej konkurencji zdobywał także złote medale na mistrzostwach świata w Lozannie (1935) i mistrzostwach świata w Paryżu (1937). Ponadto wywalczył srebrny medal w turnieju indywidualnym na MŚ 1935 (plasując się tylko za Aladárem Gerevichem).
Studiował prawo na Uniwersytecie Pétera Pázmánya, uzyskując doktorat w 1935. W latach 1936–1944 był sekretarzem generalnym Węgierskiego Krajowego Związku Studentów. W latach 1935–1936 był urzędnikiem Ministerstwa Religii i Oświaty Publicznej (VKM), podsekretarzem ministerstwa w latach 1941–1943 oraz sekretarzem od 30 czerwca 1943 do 9 maja 1945. Był też pracownikiem Węgierski Komitet Olimpijskiego, a w latach 1938-1944 pracownikiem Państwowej Rady Wychowania Fizycznego. Po zakończeniu II wojny światowej wyemigrował do Argentyny. Był tam trenerem reprezentacji w latach 1946–1955 i sekretarzem Argentyńskiego Komitetu Olimpijskiego (od 1955). Odznaczony Medalem z Koroną (1935), Medalem Zasługi Miklósa Toldiego (złoty - 1936, srebrny - 1939), Krzyżem Kawalerskim Węgierskiego Orderu Zasługi (1943), Krzyżem Zasługi Orderu Orła Niemieckiego I Stopnia (1944) oraz Krzyżem Oficerskim Bułgarskiego Orderu Zasługi Cywilnej (1944).